# Valérie Petit
Valérie Petit (ur. 23 czerwca 1976 r. w Meaux) – francuska polityk reprezentująca partię La République En Marche! W wyborach parlamentarnych w czerwcu 2017 r. została wybrana do francuskiego Zgromadzenia Narodowego, w którym reprezentuje departament Nord.